# Tori Amos
Myra Ellen Amos (Newton, 22 de agosto de 1963) más conocida por su nombre artístico Tori Amos (pronunciado /'tɔri 'eɪmoʊs/), es una cantautora y multiinstrumentista estadounidense.
Originalmente Amos ejerció como la vocalista del efímero grupo de pop ochentero Y Kant Tori Read antes de comenzar con su pronta carrera solista en la década de 1990. Es considerada como una de las artistas femeninas vanguardistas de los 90', por sus canciones líricamente opacas, pero intensamente emocionales que cubren un gran abanico de temas que incluyen la sexualidad, el feminismo, la política y la religión.
Como tal es reconocida por realizar improvisaciones, hacer comentarios excéntricos en entrevistas y conciertos, lo que le ha dado una reputación de persona altamente individualista, además de ser una de las pocas estrellas del rock alternativo que usan el piano como su instrumento principal.
Algunos de sus temas más conocidos son «Crucify», «Silent All These Years», «God», «Cornflake Girl», «Caught a Lite Sneeze», «Professional Widow», «Spark», «1000 Oceans», «Flavor» y «A Sorta Fairytale», los cuales comercialmente son sus más exitosos sencillos en los Estados Unidos hasta la fecha. Amos ha vendido más de 12 millones de álbumes alrededor del mundo y ha estado nominada para numerosos premios, entre ellos los MTV VMA, ocho nominaciones al Grammy y ganadora de un Echo Awards en 2012.
Durante su carrera, Amos ha publicado dieciséis álbumes de estudio; el más reciente titulado Ocean to Ocean fue editado en octubre de 2021.

## Biografía
Amos es la tercera hija de Mary Ellen Copeland y el Reverendo Edison McKinley Amos. Nació en el Hospital Old Catawba en Newton, Carolina del Norte. Durante un viaje desde su hogar en Georgetown en Washington D. C., Amos ha dicho que cada uno de sus abuelos maternos tenían una bandera cheroqui; siendo durante su niñez de particular importancia la que perteneció a su abuelo materno Calvin Cliton Copelan, quien fue un guía y una gran fuente de inspiración, ofreciéndole panteísmo, una alternativa espiritual al tradicional cristianismo de la familia de su padre.
Cuándo cumplió dos años, su familia se mudó a Baltimore, Maryland, debido a que su padre fue transferido del ministerio Metodista desde su localización original en Washington D. C. Su hermano mayor y hermana tomaron clases de piano, pero Amos pareció no necesitarlas a diferencia de ellos. Desde el momento que vio las teclas, pudo tocarlas. Cuándo tenía dos años, podía reproducir piezas musicales con solo haberlas oído una sola vez. A la edad de tres empezó a componer sus propias canciones. A la edad de 5 fue la persona más joven que jamás hayan aceptado en el prestigioso Conservatorio de Música de Peabody de la División de la Preparatoria Baltimore, y donde los siguientes seis años fue la mejor y la más obediente niña prodigio.
Estudió piano clásico desde 1968 a 1974, cuando su beca fue cancelada a la edad de 11 años ya le pidieron que abandonara el conservatorio. Amos ha afirmado que perdió su beca debido a que a ella le interesaba el rock y la música popular y que le provocaba antipatía leer música por medio de partituras. En 1972 se mudó con su familia a Silver Spring, Maryland, cuando su padre se convirtió en pastor de la Iglesia Metodista Unida del Buen Pastor. A la edad de 13 años empezó a tocar en distintos bares acompañada por su padre.
Amos ganó un concurso de talentos juveniles en 1977, cantando un tema llamado «More Than Just a Friend» («Algo más que un amigo»). En su último año en la Richard Motgomery High School, coescribió «Baltimore» junto a su hermano Mike Amos en una competencia que involucró a los Baltimore Orioles. La canción ganó el concurso y se convirtió en su primer sencillo, lanzado en formato 7", el cual fue prensado localmente por su familia y amigos durante 1980, el que incluía el lado-b «Walking With You», compuesto por ella.  Antes de eso se presentaba bajo su nombre real, Elle, pero adoptó Tori después de un amigo de su novio le dijera que ella se parecía a un pino de Torrey, árbol nativo de la Costa Oeste.
A la edad de 17 años Amos tenía una cierta cantidad de cintas demo grabadas en casa y que su padre enviaría a compañías discográficas, productores y a todo aquel que pudiese hacer algo por la carrera musical de su hija. Afortunadamente el productor Narada Michael Walden se interesó por Amos y trabajó con ella en algunas canciones, pero ninguna fue publicada. Finalmente Atlantic Records respondería a una de las cintas de Amos, y cuando Amos acudió a una audición en Baltimore con Jason Flom de A&R, Atlantic la convenció de que se quedase con ellos. Así, a los 21 años, se mudó a Los Ángeles y durante varios años siguió con su carrera musical tocando en los bares de la zona.

## Carrera musical

### Y Kant Tori Read (1986-1988)
En 1986 Amos formó un grupo musical llamado Y Kant Tori Read, cuyo nombre hace referencia a las dificultades de su vista al leer.  La banda además estaba compuesta por Steve Catone (quién después en 1999 sería el guitarrista en uno de los discos de Amos), el baterista Matt Sorum, el bajista Brad Cobb y por un breve período de tiempo el tecladista Jim Tauber. Pasaron por varias etapas de composición y grabación, en dónde la banda perdió la dirección y el rumbo musical que tenían previsto, esto debido a la intervención de los ejecutivos durante las grabaciones. Así finalmente en julio de 1988 fue publicado el álbum homónimo Y Kant Tori Read. Aunque fue producido por la propia banda, Joe Chiccarelli ha dicho que Amos estaba muy lejos de estar contenta de como había quedado el disco. El álbum se convirtió en un fracaso comercial y debido a esto la agrupación se disolvió. Después de dicho acontecimiento Amos empezó a trabajar con otros artistas (entre ellos Stan Ridway, Sandra Bernhard y Al Stewart) en voces de acompañamiento. También grabó una canción llamada «Distan Storm» para la película China O'Brien; en los créditos el tema es atribuido a una banda llamada Tess Makes Good. Fue la única canción grabada por la banda y también la única lanzada comercialmente para el filme.

### Carrera solista: primera etapa (1990-2001)
A pesar de la decepcionante reacción hacia Y Kant Tori Read, Amos tenía que cumplir con el contrato de grabar 6 álbumes para Atlantic Records, quienes en 1989 le pidieron nuevo material para marzo de 1990. Las grabaciones iniciales fueron rechazadas por el sello, lo que Tori sintió debido a que el álbum no tuvo una correcta presentación. El álbum fue reelaborado bajo la guía de Doug Morris junto a los talentos musicales de Steve Caton, Eric Rose, Will MacGregor, Carlo Nuccio y Dan Nabenzal, que dio por resultado Little Earthquakes, un álbum que habla sobre su educación religiosa, despertar sexual, el conflicto por establecer su identidad, y el abuso sexual que sufrió («Me and a Gun»). El álbum se convirtió en su primer éxito comercial, entrando en la posición número 15 de la lista de álbumes británicos en enero de 1992. Fue publicado en Estados Unidos en febrero de ese mismo año, el que de a poco empezó a escalar en las listas atrayendo cada vez a nuevos oyentes, ganando más atención gracias al video del sencillo «Silent All These Years». El álbum fue aclamado por la crítica y llegaría a ser certificado con el doble disco de platino en Estados Unidos.
Amos viajó por Nuevo México junto a su amigo y compañero profesional Eric Rose en 1993 para comenzar con la composición y grabación de su segundo álbum solista, Under the Pink. Al igual que su debut, recibió excelentes críticas y debutó en la posición número 12 del Billboard 200, un avance significativo en comparación con su predecesor, el que había llegado a la posición 54 de dicha lista., y debutó en el número 1 en el UK Albums Chart del Reino Unido. La placa se convirtió en un éxito comercial gracias al sencillo «Cornflake Girl», obteniendo el doble disco de platino en Estados Unidos y el platino en Reino Unido. Es durante esta época que se la relaciona musicalmente a Björk y PJ Harvey, con quienes se reunió en una entrevista para la revista Q, siendo bautizadas por la prensa como “la Santísima Trinidad de la música alternativa de la década”.

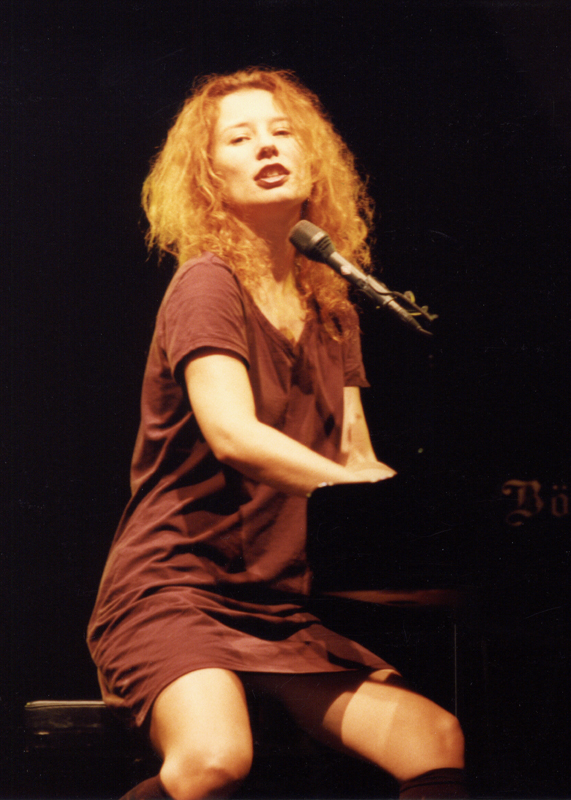
Amos durante una presentación del Dew Drop Inn tour en 1996

Su tercer álbum de estudio, Boys for Pele, fue lanzado en enero de 1996. Fue grabado en una capilla irlandesa en Delgany, un pueblo del Condado de Wicklow, en donde Amos aprovechó la ventaja del sonido acústico que proporcionaba la capilla. Fue un álbum más experimental en donde uso instrumentos como el clave, armonio y clavicordio así como el piano. Recibió críticas mixtas tras su publicación, junto con reseñas que alabaron la intensidad y unicidad mientras otras lamentaban que fuera un trabajo difícil de digerir. Debido a su diferente contenido lírico y su nuevo tipo de instrumentación, el disco se mantuvo alejado de las audiencias masivas. Pero a pesar de eso, Boys for Pele se convirtió en su lanzamiento más exitoso en muchos países, debutando en la posición número 2 del Billboard 200 en Estados Unidos al igual que en el Reino Unido. Fue en ese año que grabó un MTV Unplugged durante la época de apogeo de dicha señal.
Alimentada por el deseo de tener su propio estudio de grabación lejos de los ejecutivos de su compañía discográfica, Amos convirtió el granero de casa en Cornwall en los estudios de grabación Martian Engineering.
From the Choirgirl Hotel y To venus and Back fueron lanzados respectivamente en mayo de 1998 y septiembre de 1999, los cuales difieren enormemente en comparación con sus anteriores discos; al ya tradicional sonido de su piano añadió nuevos arreglos musicales, entre ellos elementos de electrónica y música dance. Las temáticas de ambos álbumes tratan sobre la madurez en la etapa adulta de la mujer, así como el propio matrimonio de Amos y el aborto involuntario que sufrió. Tuvo críticas positivas en donde se valoró su originalidad artística. Las ventas de From the Choirgirl Hotel son las más exitosas para un álbum de Amos en su semana de lanzamiento, despachando 153,000 copias en los primeros siete días,  publicando sencillos exitosos, entre ellos «Spark» y «Jackie's Strength». To Venus and Back incluye un disco en vivo con temas grabados durante el tour mundial de su anterior álbum. Recibió reseñas positivas en incluyó el sencillo más descargado de Tori en una compañía discográfica multinacional. Tanto From the Choirgilr Hotel como To Venus and Back fueron certificados con el disco de platino por la RIAA. A finales de 1999 inicia junto a Alanis Morissette una breve gira llamada 5 ½ weeks Tour.
Poco después del nacimiento de hija, Amos comenzó a grabar un álbum de covers, versionando canciones escritas por hombres acerca de mujeres, invirtiendo los roles de género, cantándolas desde la perspectiva de una mujer, resultando en el álbum Strange Little Girls, que fue lanzado en septiembre de 2001, y que debutaría en la posición número 4 en Estados Unidos. Es el primer álbum conceptual de Tori. En el arte del disco se la mostraba fotografiada en diferentes personalidades de mujeres para cada canción. Más tarde Amos revelaría que el estímulo que tuvo para terminar el álbum era que con este finalizaría su contrato con Atlantic Records, y que por eso no quiso grabar para ellos nuevas canciones de su autoría. Fue desde 1998 que Amos comenzó a notar que su sello promocionaba cada vez menos sus álbumes y se encontró atrapada en un contrato que le impedía marcharse a otra compañía discográfica.

### Estancia en Epic Records (2002-2007)
Una vez cumplido su contrato de casi 15 años con Atlantic Records, Tori firmó con la multinacional Epic records durante 2001. En octubre de 2002 amos publicó Scarlet's Walk, otro álbum conceptual. Descrito como una “novela sónica”, el álbum explora el alter ego de Tori, Scarlet, entrelazado con gira de conciertos a través de Estados Unidos luego de los Ataques del 11 de Septiembre. Las canciones exploran diversos tópicos de la historia de Norteamérica, sus habitantes, la historia de sus nativos, la pornografía, machismo, homofobia y misoginia. Scarlet's Walk debutó en la posición número 7 del Billboard 200 y fue el último álbum de Tori en recibir la certificación de oro por la RIAA, en parte gracias al sencillo «A Sorta Fayritale».

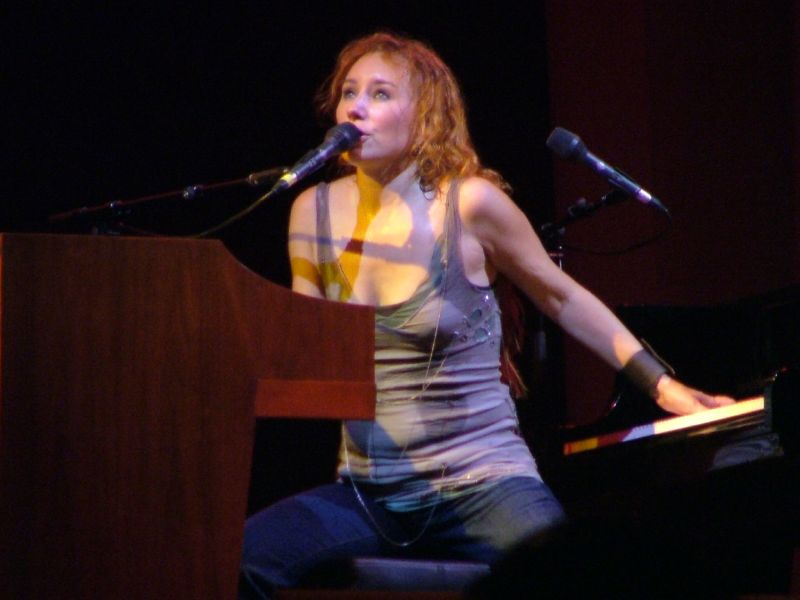
Amos en un concierto en 2005

No mucho después de haberse instalado en su nuevo sello, recibió la inquietante noticia de que Polly Anthony renunció como presidente de Epic Records en 2003. Anthony era una de las principales razones por la que Amos había firmado con dicha compañía, y como consecuencia de su renuncia ella creó el Bridge Entertainment Group. Más problemas ocurrieron para su sello al año siguiente, Epic/Sony Music Entertainment se fusionó con BMG como resultado del declive de la industria discográfica. Más tarde, mientras se encontraba en el proceso de creación de su nuevo álbum, insinuó en una entrevista que tras la fusión ya mencionada los encargados de la compañía solo “estaban interesados en ganar dinero”, dichos que no causaron efecto en la publicación del disco.
Amos lanzó dos álbumes más con el sello, The Beekeeper en 2005 y American Doll Posse en 2007, los cuales recibieron buenas críticas. The Beekeeper esta conceptualmente influenciado por el antiguo arte de la apicultura, la que ella considera una fuente de inspiración acerca del empoderamiento femenino. Mediante un extenso estudio, entrelazó las historias con los Evangelios Gnósticos y de como las mujeres fueron retiradas de una posición de poder dentro de la Iglesia Cristiana, creando un trabajo en gran parte acerca de la religión y la política. El álbum debutó en la posición número 5 del Billboard 200, entrando en el selecto grupo de mujeres cuyos 5 álbumes han entrado en su semana debut en el top 10 del Billboard 200 en Estados Unidos. Mientras que la compañía recién fusionada estuvo presente durante todo el proceso de producción de The Beekeeper, Amos y su equipo de trabajo tuvieron casi completo su nuevo proyecto, American Doll Posse, antes de que los miembros del sello pudiesen oírlo. American Doll Posse es otro álbum conceptual, en donde Tori adopta la personalidad de cinco personajes distintos, cinco alter ego que guardan correspondencias con cinco diosas de la antigua Grecia y que representan diferentes espíritus y estilos de vida musical. Estéticamente el álbum es un retorno a su naturaleza más conflictiva. Al igual que su predecesor, debutó en la posición 5 del Billboard.
Durante su permanencia con Epic Records, Amos publicó un álbum retrospectivo compilatorio titulado Tales of a Librarian (2003) mediante su antiguo sello, Atlantic Records; el set de dos DVD Fade to Red (2006) que contenía sus videos musicales, lanzado por Warner Bros., y reeditado por Rhino Records; un box-set de 5 discos A Piano: The Collection (2006), celebrando sus 15 años de carrera solista y que contiene temas masterizados de sus álbumes, remixes, remixes alternativos, demos y temas que nunca habían sido publicados de sus antiguas sesiones de grabación; además de algunos bootlegs oficiales de dos de sus giras mundiales, The Original Bootlegs (2005) y Legs & Boots (2007), ambos a través de Epic Records.

### Universal Republic (2008-2011)

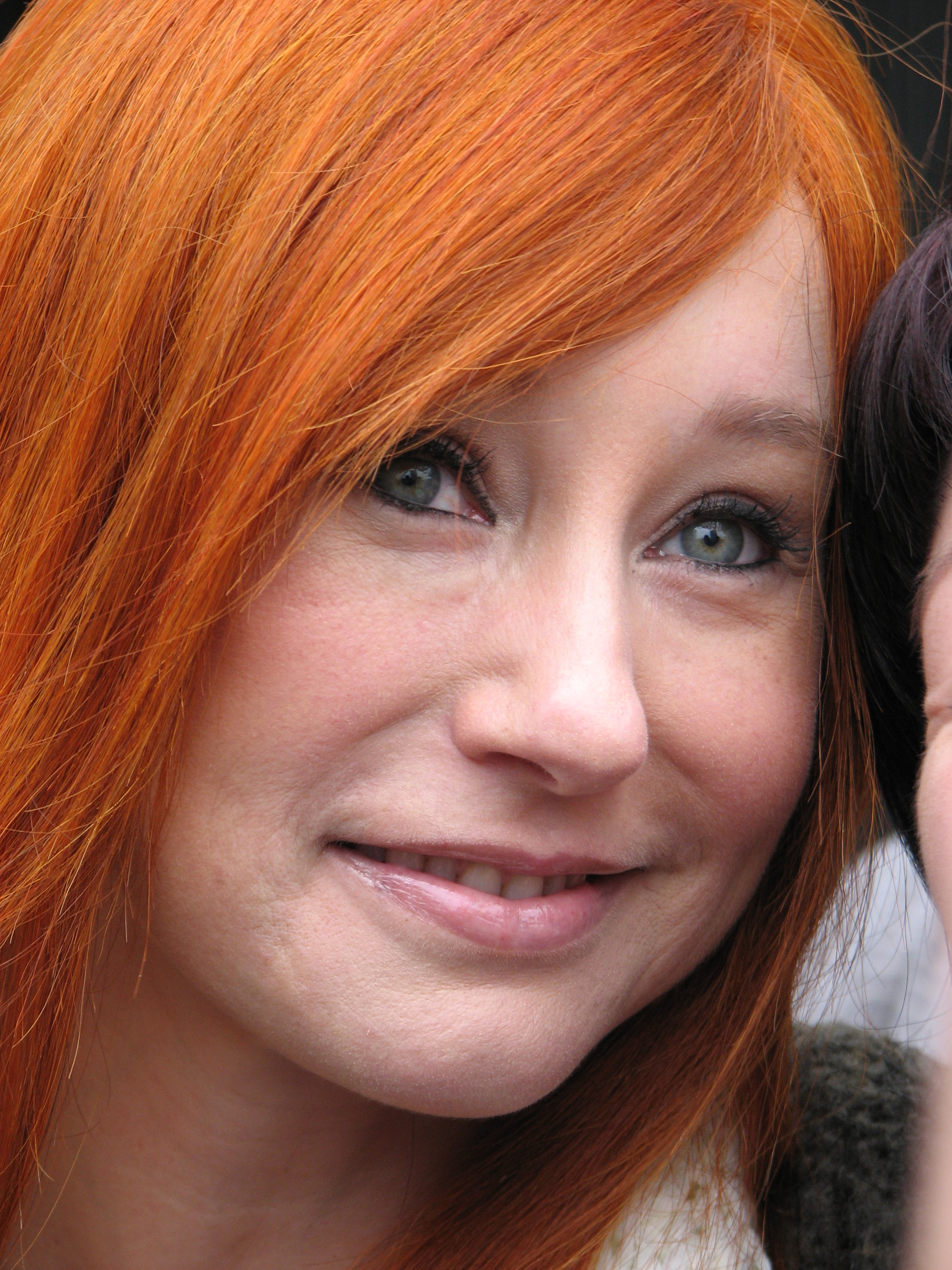
Amos en 2010

En mayo de 2008, Tori anunció que debido a desacuerdos creativos y financieros con Epic Records, tuvo que negociar para terminar su contrato con dicha compañía, y que en el futuro trabajaría con una compañía discográfica independiente. En septiembre de ese mismo año, publicó un álbum en directo y un DVD, Live at Montreux 1991/1992, por medio de Eagle Rock Entertainment, en el que se muestran dos presentaciones que realizó en el Festival de Jazz de Montreux en la época en que promocionaba su debut solista Little Earthquakes. En diciembre, luego de un encuentro casual con el presidente de Universal Music Group, Doug Morris, Amos firmó un acuerdo con la empresa conjunta Universal Republic Records.
Abnormally Attracted to Sin, el décimo álbum en la carrera de Tori, fue publicado por Universal Republic en mayo de 2009, recibiendo críticas positivas por parte de los medios especializados. Debutó en el puesto 10 del Billboard 200, convirtiéndose en el séptimo álbum de Tori en alcanzar el top 10. making it Amos's seventh album to do so. A diferencia de sus últimos trabajos, Amos dijo que Abnormally Attracted to Sin no era un álbum conceptual, calificándolo como “un álbum personal”, explorando temáticas como el poder, límites, y las miradas subjetivas del pecado. Continuando el acuerdo con Universal Republic, Amos lanza Mindwinter Graces, su primer álbum navideño, en noviembre de 2009. Se caracterizó por contener versiones reelaboradas de las tradicionales canciones navideñas, así como villancicos de la autoría de Amos.

Posteriormente grabaría las voces de dos canciones para el álbum de colaboraciones de David Byrnes junto a Fatboy Slim, titulado Here Lies Love, lanzado en abril de 2010. En julio de ese mismo año, el DVD Tori Amos – Live from the Artist Den fue lanzado exclusivamente a través del sello Barnes & Noble.
Luego de un breve tour de junio a septiembre de 2010, Amos publicó un exclusivo álbum en directo, From Rusia with Love en diciembre de ese año, grabado en vivo en la ciudad de Moscú el 3 de septiembre de 2010. La edición limitada incluía un set que traía una cámara firmada Lomograpgy Diana F+, junto con dos lentes y un rollo de grabación con 5 fotografías tomadas a Tori durante su estancia en Moscú. El set fue vendido exclusivamente a través del sitio web de Amos con un total de 2000 copias limitadas.

### Universal Music (2011-presente)
En septiembre de 2011, Amos publicó su primer álbum de música clásica, Night of hunters, incluyendo variaciones en los temas rindiéndole tributo a compositores como Bach, Chopin, Debussy, Granados, Satie y Schubert, por medio del sello Deutsche Grammophon, perteneciente a Universal Music Group. Amos grabó el álbum junto a diversos músicos, incluido el cuarteto de cuerdas Apollon Musagète.
Coincidiendo con el aniversario número 20 de la publicación de su debut Little Earthquakes (1992), Amos lanzó un álbum en el que reelaboró y regrabó antiguas canciones de su catálogo junto a la Metrople Orchestra. El disco llevó por nombre Gold Dust, lanzado en octubre de 2012.
El 1 de mayo de 2012, Amos anunció la creación de propio sello discográfico, Transmission Galactic, el cual tiene la intención de desarrollar nuevos artistas. Uno de los primeros en ser fichados fue Lawrence Casey.
En 2013 Amos colaboró junto a the Bullitts en el tema “Wait Until Tomorrow” del álbum debut de estos, They Die by Dawn & Other Short Stories. En una entrevista señaló que estaba preparando un nuevo material para 2014, y que este significaría su regreso a la música contemporánea.
En septiembre de 2013 se produjo el lanzamiento de la adaptación musical de Amos, The Light Princess de George MacDonald,  junto con el escritor del libro Samuel Adamson y Marianne Elliott. El estreno fue en el Royal National Theatre de Londres, y culminó en febrero de 2014. The Light Princess fue protagonizada por la actriz Rosalie Craig, y fueron nominados como Mejor Musical y Mejor Presentación Musical en los Premios Evening Standard, en donde Craig ganó en esta última categoría.
El 14° álbum de Amos, Unrepentant Geraldines, fue publicado el 13 de mayo de 2014 por Mercury Classics/Universal Music Classic, y debutó en la posición número 7 del Billboard 200. El primer sencillo, «Trouble's Lament», fue lanzado el 28 de marzo de ese año. Tori inició la gira Unrepentant Geraldines Tour el 5 de mayo de 2014 en la ciudad de Cork, Irlanda, pasando por Europa, Norteamérica, y Australia, finalizando en la ciudad de Brisbane el 21 de noviembre de 2014. En Sídney, Amos realizó dos conciertos orquestales, recordativos del Gold Dust Orchestal Tour, junto a la Sídney Symphony Orchestra y la Sidney Opera House.
El álbum doble The Light Princess (Original Cast Recprding) fue lanzado el 9 de octubre de 2015. Aparte de las presentaciones del elenco original, la grabación incluyó dos canciones del musical interpretadas por Amos («Highness in the Sky» y «Darkest Hour»).
Durante 2015 Amos publicó las reediciones masterizadas de sus primero dos álbumes, Little Earthquakes y Under the Pink. Siguiendo la misma línea, a principios de 2016 anunció que para finales del año se reeditaría Boys for Pele.

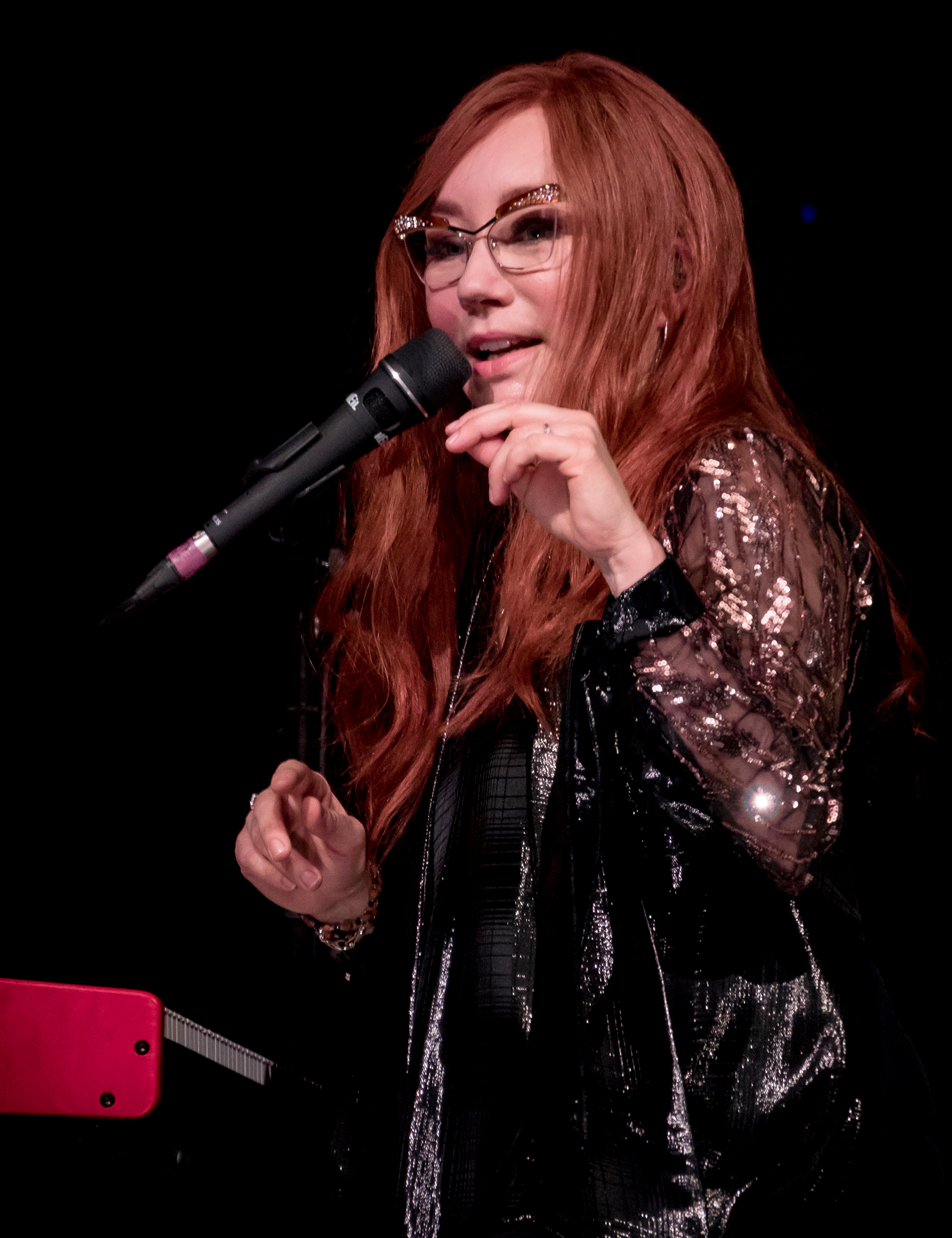
Amos en 2017

El 22 de abril de 2017, Amos anunció que en septiembre de este año publicaría su nuevo álbum cuyo título será Native Invader, acompañado de una gira mundial. Durante el verano de 2017, Amos lanzó tres canciones del próximo álbum: «Cloud Riders», «Up the Creek» y «Reindeer King», esta última con arreglos de cuerda de John Philip Shenale. Producido por Amos, el álbum explora temas como la política estadounidense y ambientales, mezclados con elementos mitológicos y narraciones en primera persona. La inspiración inicial para el álbum vino de un viaje que Amos llevó a Great Smoky Mountains (Tennessee-Carolina del Norte), hogar de sus ancestros nativos americanos; sin embargo, dos eventos influyeron profundamente en la grabación final: en noviembre de 2016, Donald Trump fue elegido presidente de los Estados Unidos de América; dos meses después, en enero de 2017, la madre de Amos, Maryellen, sufrió un ataque que la dejó incapacitada para hablar. Afectada por ambos sucesos, Amos pasó la primera mitad de 2017 escribiendo y grabando las canciones que finalmente formarían Native Invader. El álbum, lanzado el 8 de septiembre de 2017, se ha presentado en dos formatos: estándar y de lujo. La versión estándar incluye 13 canciones, mientras que la edición de lujo cuenta con dos canciones adicionales: «Upside Down 2» y «Russia». Native Invader ha sido bien recibido por la mayoría de los críticos de música luego del lanzamiento. El álbum obtuvo un puntaje de 76 sobre 100 en el sitio web de reseñas Metacritic, basado en 17 revisiones, indicando "revisiones generalmente favorables".
El 9 de noviembre de 2020, Amos anunció el lanzamiento de un EP con temática navideña, titulado Christmastide, viendo la luz el 4 de diciembre, en formato digital y en vinilo de edición limitada. El EP constó de cuatro canciones originales. Amos grabó el EP de forma remota debido al impacto de la pandemia de COVID-19.
El 20 de septiembre de 2021, Amos anunció su decimosexto álbum de estudio, Ocean to Ocean, que fue lanzado el 29 de octubre. Fue escrito y grabado en Cornwall durante el bloqueo como resultado de la pandemia de COVID-19. Amos se embarcará en una gira europea en 2022 para promocionar dicho material.

## En impresiones
Publicado en conjunto con The Beekeeper, Amos coescribió su autobiografía junto a la periodista y músico de rock Ann Powers, titulada Piece by Piece (2005). El libro relata el interés de Amos en la mitología y la religión, el proceso de escribir sus canciones, la llegada a la fama y su relación laboral con Atlantic Records.
Image Comics publicó Comic Book Tattoo (2008), una colección de historias en cómic, cada una de ellas basadas e inspiradas en las canciones grabadas por Amos. El editor Rantz Hoseley trabajó junto a Amos para reunir a 80 artistas para el libro, entre ellos Pia Guerra, David Mack y Leah Moore.
Adicionalmente, Amos y su música han sido objeto de numerosos libros tanto oficiales como no oficiales, incluidos Tori Amos: Lyrics (2001) y su temprana biografía Tori Amos: All These Years (1996).
Tori Amos: In the Studio (2011) de Jake Brown, incluye una mirada en profundidad de la carrera de Amos, su discografía y los procesos de grabación.

## Vida personal

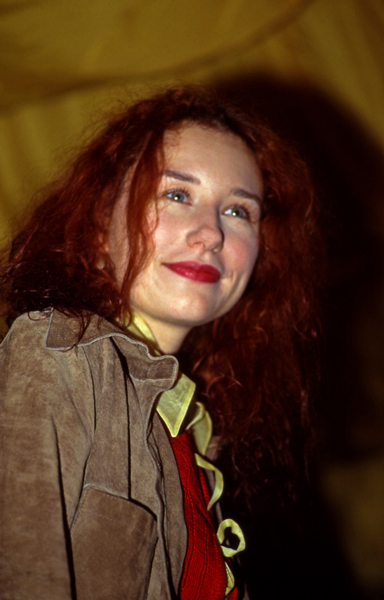
Amos en 1993

De manera temprana en su carrera profesional, Amos se hizo amiga del autor Neil Gaiman, quien se convirtió en su seguidor luego que ella hiciese referencia a él en la canción “Tear in Your Hand”, además de nombrarlo en diferentes entrevistas. Creado antes de que los dos se conocieran, el personaje Delirium de las series de The Sandman de Gaiman está inspirado en Amos; Gaiman ha dicho que “se han robado descarademente el uno al otro”. Ella escribió el prólogo de la colección de Gaiman Death: The High Cost of Living, mientras que él escribió la introducción de Comic Book Tattoo. Gailman es el padrino de la hija de Amos, y le escribió un poema para su cumpleaños, el que llevaba por nombre "Blueberry Girl", y que fue publicado en un libro para niños que llevó ese mismo nombre.
Amos contrajo matrimonio con el inglés e ingeniero de sonido Mark Hawley el 22 de febrero de 1998. Su única hija, Natashya “Tash” Lórien Hawley, nació el 5 de septiembre de 2000, pocas semanas después del cumpleaños n.° 37 de Amos. La familia divide su tiempo entre Sewall's Point en Florida, el condado de Cork en Irlanda y Bude, Cornualles en Inglaterra.

### Activismo
En junio de 1994 fue fundada la Red Nacional contra el Abuso y el Incesto (Rape, Abuse & Incest National Network “RAINN"), que brinda ayuda por medio de líneas telefónicas en Estados Unidos y que conectó a los usuarios en su centro local de crisis por violación. Amos hizo la llamada ceremonial que dio inicio a dicha red de ayuda. Amos, que fue víctima y sobreviviente de una violación, se convirtió en la primera portavoz de la organización. Amos ha apoyado y ha sido soporte para la organización hasta el día de hoy. El 18 de agosto de 2013, se llevó a cabo un concierto en honor a su cumpleaños número 50, y el dinero recaudado en el evento fue donado a la RAINN.

## Discografía
Álbumes de estudio
- Little Earthquakes (1992)
- Under the Pink (1994)
- Boys for Pele (1996)
- From the Choirgirl Hotel (1998)
- To Venus and Back (1999)
- Strange Little Girls (2001)
- Scarlet's Walk (2002)
- The Beekeeper (2005)
- American Doll Posse (2007)
- Abnormally Attracted to Sin (2009)
- Midwinter Graces (2009)
- Night of Hunters (2011)
- Gold dust (2012)
- Unrepentant Geraldines (2014)
- Native Invader (2017)
- Ocean to Ocean (2021)
- The Music of Tori and the Muses (2025)

### Línea temporal con período discográfico
| 2000               | 2001              | 2002               | 2003 | 2004              | 2005         | 2006          | 2007         | 2008 | 2009               | 2011-2017                            |
| Atlantic/East West |                   |                    |      |                   |              |               |              |      |                    |                                      |
|                    | Epic Records/Sony |                    |      |                   |              |               |              |      |                    |                                      |
|                    |                   | Atlantic/East West |      |                   |              |               |              |      |                    |                                      |
|                    |                   |                    |      | Epic Records/Sony |              |               |              |      |                    |                                      |
|                    |                   |                    |      |                   | Epic Records |               |              |      |                    |                                      |
|                    |                   |                    |      |                   |              | Rhino Records |              |      |                    |                                      |
|                    |                   |                    |      |                   |              |               | Epic Records |      |                    |                                      |
|                    |                   |                    |      |                   |              |               |              |      | Universal Republic |                                      |
|                    |                   |                    |      |                   |              |               |              |      |                    | Deutsche Grammophon/Mercury Classics |